# 希代あみ
希代 あみ（きたい あみ、1996年12月2日 - ）は、日本の元AV女優。C-more エンターテイメント所属。

## 略歴
2020年5月、SODクリエイトの「Ms.SOD」レーベル専属女優としてAVデビュー。
2021年9月よりアタッカーズ専属となる。
2022年7月より専属を離れ企画単体女優に転向。

## 人物
熊本県出身。
趣味は料理・ネットサーフィン、特技はピアノ。
初体験は17歳で、経験人数は5人。
デビュー前は製薬会社で働いていた。
18歳になってからAVを見るようになって女優に興味を持つようになり、就職してからAV出演の話が舞い込み、出演したいとは思っていなかったが、こんな機会はないと思いAV女優となった。
AVの初めてのカラミで、プライベートでは経験できなかったイクことができた。

## 作品

### アダルトDVD
- 希代あみ AV Debut（5月8日、SODクリエイト）
- 絶頂に次ぐ絶頂… 本能覚醒 イキまくりSEX4本番（7月9日、SODクリエイト）
- こんな女に誘われたい。（9月10日、SODクリエイト）
- 体液だくだく本気汁ダダ漏れつゆだくタイマン性交（10月8日、SODクリエイト）
- 顔採用で身の丈に合わない大企業に就職したら大嫌いな上司の性玩具にされた（11月12日、SODクリエイト）
- 果てしない焦らし寸止めで溢れて止まらない超大量マン汁が白く泡立つまで高速激ピストン（12月10日、SODクリエイト）

- 精子空っぽにするまで気が済まない ザーメン絞り取り追撃射精メンズエステ（1月21日、SODクリエイト）
- 都合の良い愛人と。 Case02:受付嬢あみ（2月11日、SODクリエイト）
- 田舎に引っ越してきた巨乳若妻が隣の変態オヤジとのねっとり汗だくセックスにハマり旦那とはすっかりレスになった（3月11日、SODクリエイト）
- 美人上司と僕(童貞)が一線を越えたあの日から…毎日しゃぶられて連射しまくり、射精直後もじゅぼじゅぼ追撃フェラ。もう精子が枯れそうです…。（4月8日、SODクリエイト）
- 媚薬でガンギマりした身体を容赦なく激ピス!限界突破! ビッチャビチャ失禁絶頂地獄（5月7日、SODクリエイト）
- 普段はしっかり者のお姉さんだけど2人きりの時は僕にデレMな年上彼女とヤリまくり愛しまくりお泊まりデート（6月10日、SODクリエイト）
- ミスした部下の代わりにクレーム対応する高慢女上司の屈辱レイプ謝罪（9月7日、アタッカーズ）
- 【※閲覧注意】騙しナンパ輪姦 希代あみ（12月7日、アタッカーズ）

- 親友だと思ってたのアンタだけだよ?w この女ムカつくから好き放題レイプしちゃっていいよーw 希代あみ（1月4日、アタッカーズ）
- 夫の目の前で犯されて― 出張先の相部屋で 希代あみ（2月1日、アタッカーズ）
- 新 奴隷捜査官 9 マニアの標的（3月1日、アタッカーズ）
- 監禁中毒女 閉所恐怖症のキャリアウーマン 希代あみ（7月19日、ドグマ）
- 「出張マッサージ師が人妻の性感帯に勃起チ○ポを擦りつけて火がついたら終了! ヤらないで帰ろうとしたら『延長してもいいですか?』」VOL.2（7月21日、DANDY）
- 夜勤ナース病院抜け出しショートタイム密会（8月2日、こぐま/妄想族）
- 顔出し解禁!! マジックミラー便 一流百貨店に勤務する清楚で品格漂う美容部員さん 初めての公開ディープキス編 vol.05 8人全員SEXスペシャル!! 潤んだ口唇の美容部員さんが舌を激しく絡め合わせる濃厚接吻に思わずオマ○コ本気濡れ! 仕事中にもかかわらずキスまみれのデカチンSEX!!（8月16日、DEEP'S）
- アプリで見つけた可愛い娘を、眠らせてお持ち帰りをした話。1（8月19日、DOC）
- 妻との子どもが欲しいが僕が男性不妊だったので、精子提供者に直接中出ししてもらうことになった 希代あみ（9月6日、ミセスの素顔/エマニエル）
- アナル舐めさせデカ尻人妻 肛門クンニでむせるほど匂いと味をなすりつけケツ穴ヒクヒク丸出しSEXでイキ乱れるショートヘア痴女奥様（9月20日、DEEP'S）
- 恥じらいMAX!!! 千葉県産ビキニからハミでるおっぱい 【Gカップ以上限定】 逆転マジックミラー号 「海水浴中の素人ビキニ娘の大胆セックスをナマで見たくないですか?」 変態男達の前で見られているとは知らずに大胆ナマSEXを披露! パート8（9月22日、SODクリエイト）
- 美女と巨乳とオイルとSEX 希代あみ（12月6日、S-Cute）
- 素人娘の全裸図鑑 27  今時の女の子13名が恥らいながら脱衣していく様子をじっくり撮影した、変態紳士のためのヘアヌードコレクション（12月6日、かぐや姫Pt/妄想族）

- おま●この形状まるわかり! 薄いパンツの上からマン汁ぬるぬる透けオナニー 9（1月3日、かぐや姫Pt/妄想族）
- 予約半年待ちリピ率100% 某メンズエステ店 密室 × 密着 イキ過ぎた禁断サービス 8（1月13日、DOC）
- Gカップ巨乳のエロボディーで誘惑する美人生保レディのスペシャルな契約テクニック!! 希代あみ（2月14日、ボニータ/妄想族）
- 生意気な新卒後輩と終電を逃して相部屋レズビアン 希代あみ 天然美月（3月14日、ビビアン）
- 完全着衣 ハイレグコスプレFUCK Wキャスト 希代あみ 小花のん（3月21日、ミル）
- どこでもおしっこ! 素人娘の大放尿30人 スロー再生でじっくり鑑賞できるマニア向け映像 7（4月4日、かぐや姫Pt/妄想族）
- ノーハンドフェラは奴隷の証! 7 手を使わずにフェラチオする12人の素人娘（4月18日、かぐや姫Pt/妄想族）
- 【個撮】どこでもフェラ 11 11人（5月23日、かぐや姫Pt/妄想族）
- 素人ナンパでセンズリ鑑賞 16  見るだけでいいんです! だからちょっと僕のチ●ポ見てもらえませんか?（9月12日、かぐや姫Pt/妄想族）

### アダルトVR
- ゲリラ豪雨 × 相部屋 フェラ野獣の女上司にメチャクチャ抜かれまくる夜 希代あみ（7月14日、KMPVR）
- 大嫌いな上司の奥さんに誘われ美巨乳ボディを貪り尽くす戦慄の不倫NTR 希代あみ（9月23日、KMPVR）
- S-Cute VRフェラチオコレクション 美少女のおしゃぶりが気持ち良すぎる口内発射8連発!（12月2日、S-Cute）

- セクシーランジェリー着衣 囁き淫語痴女VR 小花のん 希代あみ（1月20日、MILU VR）
- 【至近距離VR】美人の局部パーツ丸見え全裸ストレッチVR（3月25日、SPICY VR）
- 【至近距離VR】ぐい～～っと近い距離でフェラ顔を堪能できる猫背フェラVR（3月27日、SPICY VR）
- 天井特化アングルVR ～夏に向けてダイエット & SEX～ 希代あみ（4月17日、KMPVR）
- M性感 CUBE 希代あみ（5月25日、KMPVR-bibi-）
- 鍵を無くした隣人と期間限定の同棲!! 僕の理性をメチャクチャにする隣人のデカ尻誘惑 希代あみ（6月28日、KMPVR）
- 「今日はお祝いだから中に出していいよ。」帰省先で元カノと出会いそのままラブホテルへ…。 希代あみ（6月28日、レゾレボVR）
- 私のお気に入りのパンティを見せてあげるから、オナニーしてね♡（8月15日、KMPVR）
- ノーモザフェラVR (VRKM-1092)（8月26日、KMPVR）

### アダルト配信
- 〈超庶民的シロウト妻のドスケベ欲を浮気チ○ポで完全覚醒!!〉 家事と子育てに疲れて4年もレス! 公園で見つけた庶民派ママの欲求不満を他人チ○ポで悦楽解消! ふわふわ美乳&美尻を揉みしだき堪能! 久々チ○ポに即よがり→濃厚フェラパイズリ!! お家のあちこちで超背徳生ハメ! 禁断中出し連発パイズリ射精からのお掃除フェラで溜まりに溜まった性欲が大爆発! アミさん 26歳 専業主婦 (4年レス)（5月8日、DOC）
- 【魅せるフェラ】エッチなことに好奇心旺盛なGカップお姉さん。ふわふわおっぱいパイズリも高速でズコバコされて何度もイクところもイイけど、尻の突き出し、上目遣い、過剰な涎の音と目でも耳でも全力で魅せつけてくる絶品フェラもお見逃しなく!! ネットでAV応募→AV体験撮影 1824 あみ 23歳 無職 (元事務職)（5月8日、シロウトTV）
- 【仕事＜SEX】盗撮あり! のぞきあり! 修羅場あり?! OL宅に仕掛けたマイクロカメラが暴くお盛ん過ぎる下半身事情 北井さん / 総合商社 営業事務 / 入社3年目（6月1日、プレステージプレミアム）
- 【2022猛暑と海と令和ギャル】あみちゃん・Gカップ 真夏の海に映える最新GALのパーフェクト美爆乳を思う存分味わい尽くす!! 海辺のテントで秘密のパイズリ、ホテルでオイリー美爆乳激揺れセックス、風呂場で二回戦おかわりファック!!! あみちゃん・Gカップ 26歳 アパレル店員の令和ギャル（7月2日、BOING）
- 【刺激を求めてSNS上を彷徨っているスケベ美女を眠剤ハメ撮りで汚す】彼氏がいるのに遊びまくっている舐めたヤリマンに制裁決行! お酒に●を混入、眠ったところで連れ帰って睡眠姦にて弄り倒し中出し及び顔射で刺激的な宴【デート盗撮 / 自宅連れ込み / 睡眠姦】 Aちゃん（7月4日、しろうとまんまん）
- ラグジュTV 1583 小山未来 31歳 獣医師 才色兼備な獣医師が登場! 彼氏とのセックススタイルが合わず欲求不満な彼女が見せる痴態… 久しぶりの刺激にうっとり顔で感じ体を震わせイき乱れる!（7月6日、ラグジュTV）
- 【秒イキさせるレベルのフェラテクを持つG乳人妻デリヘル嬢】イヤホン推奨のジュボジュボバキュームフェラで耳まで気持ちいい♪痙攣絶頂するほど欲求不満な人妻に勝るものなし♪ 被写体史上最高の逸材と2連続中出しSEX! 【あまちゅあハメREC＃あんな(源氏名)＃人妻デリヘル嬢】（7月19日、MOON FORCE）
- 希（7月28日、素人ホイホイZ）
- 百戦錬磨のナンパ師のヤリ部屋で、連れ込みSEX隠し撮り 255 あみ 28歳 チーママ 夜のお店で働くチーママはGカップの超絶美人! 口説いて家にまで連れ込んだらイチャイチャしつつそのおっぱいに手を伸ばし… お客たちの憧れの的を抱く優越感! 乱れっぷりは隠しカメラでしっかり録画!（7月28日、ナンパTV）
- 【ペットのM男たちを飼いならす元プロ女王様が全部ヌク!】「私が調教しちゃったら元には戻れなくなるけど大丈夫?」ボンテージに身を包み目隠し拘束プレイ! 乳首だけで射精させる極テクでM男即堕ち! 耳の穴から尻の穴まで余すところ…【M男のち●こ全部ヌク大作戦! ＃012】 あみ様 (24)（8月5日、素人CLOVER）
- 【発見! 隠れ美G乳!】【ガックガク痙攣イキ!】【めっかわ! 一緒にイキたガール!】乳もお尻もエロい! 最近ご無沙汰で欲求不満な美容部員! 出没! ナン街ック天国 #015 チ●ポが大好きなG乳むっつりムッチリガール! / あいちゃん(22)＠新宿（9月7日、パコちゃん。）
- <着床不可避中出し> 平和に撮影が終わると思った? 残念でしたw 新宿の黄金に輝く眠らぬ街でエロい格好の彼女を連れたカップル発見! そんな露出度高い格好をしながら後ろ向きな対応だが彼氏は大興奮。彼の猛プッシュと高額のギャラに目が眩み彼女は出演決意! アザスw はじまるや否や、気がつけば彼の存在よりもデカチンにのめり込み、あられもない乱れ様を披露! 予想と異なる光景に彼はショック。そんな彼の意思とは裏腹に彼の見てない所で本能剥き出しに… マユさん(24) ガールズバーの店員（10月8日、NTR.net）
- 【膣中イキ100れんぱつ】余分な前説、ヌルい前戯、一切無し!! イキなりフルスロットルで、Fカップ看護師をイカせまくるッ!!! 中イキ大好きナースが人生最高の絶頂の連続で理性崩壊、マ○コ決壊、情緒崩壊!!! 容赦無用のデカチンピストンでオーガズムの向こう側に●●搬送!!! 「もっと奥突いてぇえ!! いっぱいかけてぇええっ!!!」 鵜飼さん 26歳 元・看護師（10月25日、DIEGO）
- あみ (scute1282)（11月5日、S-Cute）
- 【オトナの色気が溢れ出す超絶美女をハメ倒す!】顔良しカラダ良しエロテク良しのパーフェクト美女とハメ撮りSEX! 【舞台女優 / ハメたいカラダ】 さきちゃん（11月12日、ハメタバース）
- あみ (scute1283)（11月25日、S-Cute）

- 【舐めたがり】【看護師】動物病院の看護師さんが登場! 犬とか猫などの動物ではありませんが… 「舐めるのが好きです♪」 男性の身体を隅から隅まで舐め回したいw 「特におちんちんは大好物ですw」 自信たっぷりのお口テクを魅せて頂きましょうw 【美しい身体】【美巨乳】引き締まったボディに巨乳と桃尻はハイスペック!! フェラが完璧なペロペロご奉仕でチンポを美味しそうに舐める姿は美しいの一言。極上フェラでギン起ちチンポでピストンすると敏感に感じまくる! ドエロナースコスで何度も痙攣させて逝っちゃうSEXを見逃すな!! あみ 25歳 看護師（2月9日、ARA）
- 【性的なオイタが過ぎる美人施術師! からかっているのかと思いきや途中から本気のエロモードに…】 綺麗でスタイルもいいメンエス嬢が客の上に乗ってマッサージの舞を披露! 心、乳首、及びキ●タマまで全てを転がす天然の危険分子! 射精してしまうのは仕方ない…。しかも中で。きたいさん / 磨き上げられた腕で客のチ●ポをもさばくプロの美人エロ技師（7月28日、ドキュメントdeハメハメ）
- あみ（4月3日、えちえち素人）

### イメージDVD
- Ami rarity heroine（2021年2月4日、REbacca）
- Ami2 Tropical Dreams（2023年2月16日、REbecca）

## 書籍・出版

### デジタル写真集
- ハダカの官能トリップ vol.1（2021年2月9日、講談社）
- ハダカの官能トリップ vol.2（2021年2月9日、講談社）
- 白い裸【グラビア写真集】 希代あみ （2022年8月19日、プレステージ出版、撮影：門嶋淳矢）
- 白い裸【ヌード写真集】 希代あみ （2022年8月19日、プレステージ出版、撮影：門嶋淳矢）- ヌード版のみ特典映像が付属。またFANZAとMGSブックスでは、それぞれ異なる特別カットを追加収録。
- 希代あみ サマーヌード vol.1 FRIDAYデジタル写真集（2023年5月12日、講談社）
- 希代あみ サマーヌード vol.2 オール未公開100ページ超完全版 FRIDAYデジタル写真集（2023年5月12日、講談社）

### 雑誌
- 月刊FANZA 2020年6月号（ジーオーティー） - インタビュー「HATSUMONO!」
- 月刊ソフト・オン・デマンド 6月号 vol.9（ソフト・オン・デマンド） - インタビュー
- 週刊実話 2020年11月26日号（日本ジャーナル出版） - 袋とじ「癒やらし天女」
- 月刊ソフト・オン・デマンド 2月号増刊 月刊SOD PREMIUN 2020 グラビアスペシャル（ソフト・オン・デマンド） - グラビ
- 週刊大衆 2021年4月5日号（双葉社） - グラビア「令和ボイン新星2人 ヘアヌード初出し」
- 週刊実話 2021年7月15日号（日本ジャーナル出版） - 袋とじ「美巨乳がポロリ」